# Centre spatial de Cannes - Mandelieu

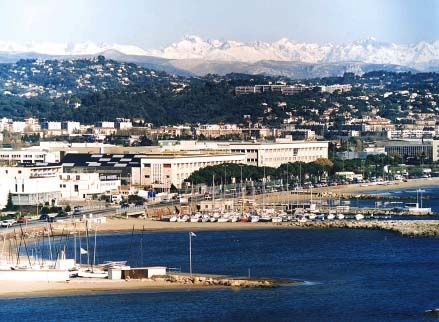
Vue aérienne du bâtiment historique dit « Aerospatiale » du 100 boulevard du Midi dans le quartier de La Bocca à Cannes.

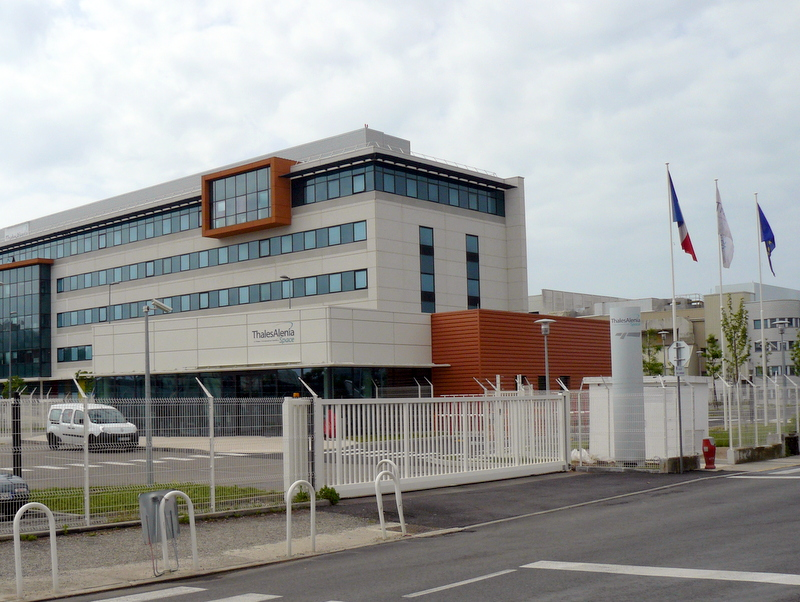
Le bâtiment « Odyssée », et le poste d'accueil des visiteurs de l'établissement, 5 allée des Gabians, dans la zone industrielle de la Frayère.

Centre spatial de Cannes - Mandelieu est le « nom d'usage » donné par l'association Cannes Aéro Spatial Patrimoine, lors de son étude historique, à l'établissement industriel chargé de la réalisation de satellites artificiels, situé en bord de mer à cheval sur les communes de Cannes et Mandelieu (Alpes-Maritimes).
Riche d'un long passé industriel, après un début dans la construction aéronautique, des chantiers aéronavals Étienne Romano en 1929 à Sud-Aviation en 1957, le site oriente son activité vers l'astronautique après la Seconde Guerre mondiale. Au fil des années, il se consacre de plus en plus à l'industrie spatiale, devenue son activité principale. Ses restructurations industrielles successives lui valent de devenir l'établissement de Cannes d'Aerospatiale (en 1970), puis d'Alcatel Space (en 1998), puis d'Alcatel Alenia Space (en 2006), puis de Thales Alenia Space en 2007, son nom officiel et légal étant aujourd'hui Établissement de Cannes de Thales Alenia Space France.
Le Centre spatial de Cannes - Mandelieu est installé pour partie dans le grand bâtiment historique du boulevard du Midi - Louise Moreau, ainsi que dans la zone industrielle de la Frayère créée au nord de la voie ferrée, proche de celle de la Roubine consacrée à l'industrie mécanique comportant de nombreux bâtiments dont les nouveaux bâtiments du programme Odyssée ainsi que la nouvelle entrée officielle des visiteurs allée des Gabians.

## Histoire
L'histoire du site est :
- résumée dans un ouvrage collectif, réalisé par les membres du personnel, en 1999 : 80 ans de passion, le site de Cannes de 1919 à 1999[8] ;
- décrite plus complètement dans un site web en mode wiki (CASPWiki[9], utilisant MediaWiki), créé à partir de 2011, par l'association Cannes Aéro Spatial Patrimoine[10], créée à cet effet, écrit selon la même licence libre que Wikipédia et donc tous les contenus peuvent être copiés dans Wikipédia sans être taxés de copyvio et servir de source primaire dans tout article de Wikipédia[11].

### Chantiers aéronavals Étienne Romano
Le 16 août 1929, André Auniac et Étienne Romano créent la SA des Chantiers aéronavals Étienne Romano, une usine de construction d'aéronefs, avions et hydravions, sur la commune de Cannes. La construction de l'usine, un grand bâtiment rectangulaire, qui abritait encore en 1998 la chaîne des cases à équipements des missiles stratégiques de la Force de Dissuasion, débute en 1930 nécessitant des fondations spéciales. Idéalement située entre la mer et une piste en herbe, qui deviendra l'aérodrome de Cannes Mandelieu, l'usine est mise en service au milieu de l'année 1931, avec le maintien des activités navales (fabrication, entretien, gardiennage) et l'entretien d'avions pour la Marine : CAMS, Levasseur, Farman Goliath, LeO 20, MS 130, MS 230. Romano va construire des dizaines d'avions et hydravions Romano pour l'armée de l'air et la marine, jusqu'à la Guerre. Le Romano 80 de voltige est construit à 190 exemplaires et exporté en Espagne.

### SNCASE
Le 11 août 1936, les Chantiers Romano sont nationalisés. Rattachés à l'entreprise Lioré et Olivier, à Argenteuil (Val-d'Oise), et la Société Provençale de Construction aéronautique (SPCA), ils deviennent la Société nationale des constructions aéronautiques du sud-est (SNCASE) le 1er février 1937.

### Seconde Guerre mondiale
Pendant la Seconde Guerre mondiale, la relative tranquillité de l'établissement de Cannes y attire de grands noms de l'aviation. En particulier, pratiquement tous les industriels de l'aéronautique, réunis au sein de la SNCASO, y compris le Bureau d'étude Bloch, qui deviendra Marcel Dassault, viennent s'installer à Cannes, en mars 1941, dans l'hôtel Continental, d'où ils vont passer commande, à l'établissement, de réalisations d'avions. Mais le départ pour l'Afrique du Nord du SO.800, lors de son premier vol aux mains de Maurice Hurel (qui créera ensuite en 1947 la société Hurel-Dubois), met un terme aux activités aéronautiques et l'usine se consacrera à la réalisation de gazogènes et chaises métalliques.

### Engins spéciaux
Après cet arrêt des activités aéronautiques pendant la guerre, la reprise se fait le 1er avril 1947 dans le domaine de l'astronautique et des missiles. L'établissement de Cannes sera impliqué dans la famille des fusées-sondes Bélier, Centaure et Dragon, puis des "Pierres précieuses" conduisant au lanceur Diamant, ancêtre d'Ariane.

### Groupe technique de Cannes

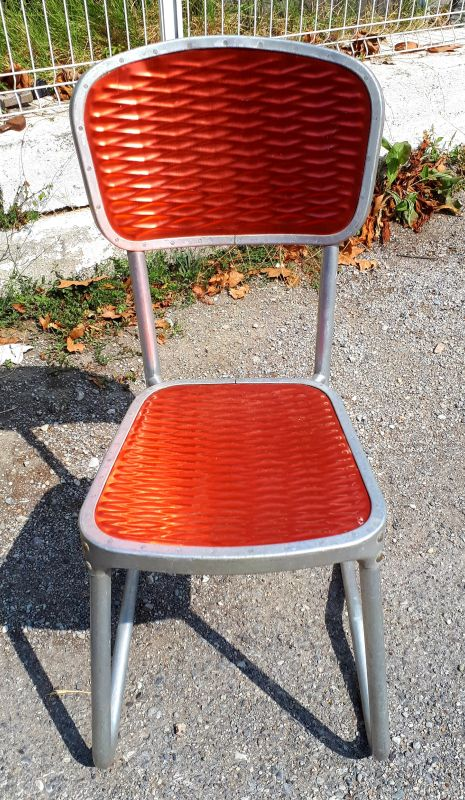
Une des chaises rouges conservée au bureau de l'association CASP

En juillet 1945, l'usine réintègre la SNCASE sous la direction de l'usine de Marignane, avec comme charge :
- les volets de courbure de Bloch 161 ;
- des bateaux métalliques ;
- des meubles de bureau ;
- des chaises en tôles pliées d’aluminium, des rouges et les fameuses chaises Bleues équipant pendant de nombreuses années la Croisette et ses terrasses ainsi que d’autres établissements de Cannes comme la piscine de la Villa Montfleury — fauteuils, guéridons, précédemment construits à Marignane[17],[18],[19] ;
- les réparations d'avions civils de petit tonnage.

L'établissement prend le nom de « Groupe technique de Cannes » (GTC), sous la direction de Louis Marnay, renforcé d'une équipe d'une quarantaine de techniciens venus de Marignane, siège du bureau d'études « hélicoptères ».
Sous l'égide des services officiels, le Groupe étudie, fabrique et essaie (en particulier à Colomb-Béchar) en 10 ans, plus d'un millier d'engins divers (Sol-sol, Air-sol, Sol-Air) utilisant la propulsion à poudre, bi-liquide ou à statoréacteur. Les effectifs progressent de 230 à 400 personnes et un très important laboratoire d'essais est créé.

### Sud-Aviation: la force de dissuasion
1er mars 1957 : la SNCASE fusionne avec la Société nationale des constructions aéronautiques du sud-ouest (SNCASO), devenant Sud-Aviation. Roger Béteille arrive à Cannes et prend la direction technique du Groupe technique de Cannes. Il y tient un rôle primordial pour la suite de l'établissement en obtenant des services officiels des budgets pour la création de moyens d'essais très importants - pots vibrants, chambre acoustique, chambre à vide, etc. et bâtiments complémentaires pour les accueillir -, nécessaires au développement des missiles balistiques, puis, plus tard, des satellites. La Société pour l'étude et la réalisation d'engins balistiques (SEREB), maître d'œuvre du programme de missiles pour la force de dissuasion nucléaire française, est créée le 17 septembre 1959. Tous les programmes d'engins en cours sont arrêtés au profit d'un seul objectif : réaliser des missiles balistiques à longue portée.
L'établissement de Cannes se voit confier le début de la réalisation et des essais des modèles de développement puis devient le maître d'œuvre industriel de la case à équipements des missiles SSBS et MSBS. C'est le début d'une construction en grande série. En parallèle, Roger Béteille invente le concept et réalise le X422, un engin d'avant-garde à statoréacteur, essayé avec succès en 1967. Il est, avant la lettre, un authentique missile de croisière fonctionnant à Mach 2. Projet abandonné, il aura plus tard, développé sur un autre site d'Aerospatiale, un successeur opérationnel l'ASMP.

### Diversification vers le spatial
À partir des années 1960 et de la création du CNES, l'établissement commence à travailler dans le secteur Spatial pour des programmes nationaux. Le 14 juin 1962 voit la création du Conseil européen de recherches spatiales (ESRO) et le début des études spatiales au niveau européen.

### Aerospatiale Satellites
Le 1er janvier 1970, Sud-Aviation, Nord-Aviation et SEREB fusionnent devenant la Société nationale industrielle aérospatiale (SNIAS), dite « aerospatiale ». L'établissement de Cannes devient le pôle Satellites d'aerospatiale, Les Mureaux en devenant le pôle lanceurs. L'activité satellites va croître progressivement pour devenir majoritaire dans les années 1980, puis la seule activité en 1998. Le 31 mai 1975, création de l'Agence spatiale européenne (ESA). Cannes gagne sa première grande maîtrise d'œuvre : METEOSAT. Dans les années 1980, l'activité dans les Satellites de télécommunications est croissante. En 1981, Cannes gagne sa première grande maîtrise d'œuvre internationale : Arabsat. Cette activité ne fera que croître, après la création de la famille Spacebus, pour devenir l'activité majoritaire dans les années 1990.

### Le spatial devient majoritaire
10 juillet 1991 : l'établissement s'agrandit au nord de la voie ferrée avec l'inauguration du site « Éole » consacré entièrement aux activités spatiales (qui représentent maintenant plus de 50 % de l'activité) par Paul Quilès, ministre de l'Équipement, du Logement, du Transport et de l'Espace, en présence d'Henri Martre, PDG de l'entreprise. Les effectifs sont maintenant de 1 400 salariés, la surface bâtie est passée à plus de 40 000 m2. Cannes est maintenant devenu le premier constructeur de satellites européen.

### Extension
En 1993, l'établissement s'étend en reprenant les bâtiments de l'ancien Space Camp de Patrick Baudry, au 4 de l'allée des Cormorans, limitrophe avec la commune de Mandelieu-la-Napoule.

### Alcatel Space: le tout spatial
Le 1er juillet 1998, Alcatel Space (ancienne Alcatel Espace) reprend les activités satellites d'aerospatiale. L'activité case à équipements des missiles quitte l'établissement qui ne fait plus alors que du « Spatial ».

### Mariage italien: Alcatel Alenia Space
Le 1er juillet 2005, l'entreprise fusionne avec l'industrie spatiale italienne Alenia Spazio du groupe Finmeccanica et forme Alcatel Alenia Space.

### Dans le groupe Thales: Thales Alenia Space France
Le 10 avril 2007, deux ans plus tard, Alcatel se sépare de ses activités spatiales qui sont reprises par Thales. La société devient Thales Alenia Space qui choisit le site de Cannes comme siège social, centre de gravité entre les établissements disséminés en Europe. Le site abrite dès lors à la fois le siège social de la holding, le siège opérationnel de Thales Alenia Space France, dont le siège social est à Toulouse, et l'établissement historique de Cannes. Avec ses 2 030 employés en 2013 et près de 1 000 personnes supplémentaires dans la région par l'effet de la sous-traitance, c'est le premier établissement industriel des Alpes-Maritimes. En 2013, Thales Alenia Space France est l'un des sites industriels les plus importants de Thales Alenia Space. Sous l'impulsion du nouveau groupe, en 2008, l'entreprise étend ses installations sur un nouveau terrain de 3,5 hectares mis à sa disposition par la Ville de Cannes, par bail emphytéotique de 24 ans, avec la construction de trois bâtiments : le projet Odyssée. À partir de mars 2013, l'entrée officielle de l'établissement est transférée dans sa zone nord, au 5 allée des Gabians, toujours dans la zone industrielle de la Frayère du quartier de La Bocca.

### Dirigeants successifs
Se sont succédé à la direction des différents établissements du site :
- André Auniac[2] et Étienne Romano[1], les fondateurs de l'entreprise en 1929 ;
- Louis Marnay[27] en 1939 ;
- Gérard Chauvallon en 1976 ;
- Lucien Trousse en décembre 1981 ;
- Roger Imbert[28] en 1er octobre 1986 ;
- Jean Zieger le 1er juillet 1991 ;
- Jean-Pierre Henry[29] le 1er août 2003 ;
- Pierre Bénard[30],[31],[32] le 5 janvier 2009 ;
- Jean-Michel Capelli[33],[34] le 4 février 2013 ;
- Pierre Lipsky le 30 août 2016[35].
- Jean Horanieh le 1er juillet 2021[36].

### Palmarès
Au palmarès de l'établissement, on trouve de nombreux records industriels :
- 28 mars 1952 : l'engin SE 1910, construit par l'ingénieur Marcellin Laurent, propulsé par un V1[Information douteuse], atteint 328 km/h et bat le record mondial de vitesse sur rail sur la voie ferrée spéciale de 3 km construite sur l'aérodrome d'Istres[8]. Ce record tient trois ans, et est repris par la SNCF le 29 mars 1955 et sa locomotive BB 9004 ;
- une première mondiale en janvier 1967[8] : le X422, un engin d'avant-garde à statoréacteur, inventé par Roger Béteille, est essayé avec succès à Hammaguir. Il est, avant la lettre, un authentique missile de croisière fonctionnant à Mach 2 ;
- 28 octobre 1988 : lancement de TDF-1, Premier satellite européen de télévision directe ;
- depuis 1991 : premier constructeur de satellites européen[20]. À cette époque, l'établissement est la Division Satellites d'Aerospatiale ;
- 14 janvier 2005 : la sonde spatiale Huygens, réalisée dans l'établissement, se pose sur Titan, satellite de Saturne, le plus lointain posé sur une planète du système solaire ;
- leader mondial[37] en termes de commandes et le premier constructeur en Europe, dans le domaine des satellites de communication en 2006, tel est le palmarès de Thales Alenia Space en ce début de 2007, confirmé à mi-2008[38], dont les satellites sont assemblés et testés pour la grande majorité dans l'établissement avant leur départ, vers les diverses bases de lancement, depuis l'aéroport de Nice-Côte d'Azur ;
- 14 novembre 2007 : lancement par une Ariane 5 à Kourou du satellite Star One C1, le 50e Spacebus[39], la plus grande série de satellites de télécommunications européens ;
- 27 novembre 2007 : l'établissement fête[40] le record mondial de 30 années de fournitures ininterrompues de données météorologiques spatiales depuis l'orbite géostationnaire fournies par les 9 satellites Météosat. Se sont joints à cet événement tous les acteurs du début de programme METEOSAT première génération et du programme actuel Météosat seconde génération : l'Agence spatiale européenne, le Centre national d'études spatiales et EUMETSAT ;
- 2 juin 2010 : avec la commande de 81 satellites d'Iridium Next, s'ajoutant aux commandes précédentes de 48 Globalstar seconde génération et 16 de la constellation de satellites O3b, l'établissement devient le premier constructeur de séries de satellites de télécommunications[41].

## Le spatial
À partir des années 1960 et avec la création du Centre national d'études spatiales (CNES), l'établissement commence à travailler dans le secteur spatial, une volonté de son dirigeant Louis Marnay, à partir du constat de la dualité des activités techniques utilisées sur les cases à équipements des missiles et celles des plates-formes (ou module de service) des satellites.

### Les technologies
Les principales technologies spatiales sont développées à Cannes grâce à des contrats de recherche et développement (R&D) de l'entreprise elle-même (Aerospatiale en tout premier lieu), du CNES, puis de l'ESRO (devenant ESA plus tard). Elles portent principalement sur les structures avec utilisation des matériaux composites, les mécanismes, les générateurs solaires, le contrôle thermique (une technique dont l'établissement est à l'origine en Europe, ayant développé les programmes de calculs et les technologies dès les années 1970 pour les premiers satellites géostationnaires européens stabilisés trois-axes Symphonie) et l'optique spatiale. Ces technologies sont appliquées à de très nombreux programmes, ceux en maîtrise d’œuvre de l'établissement mais également à des contrats de sous-traitance d'autres maîtres d’œuvre, dont principalement :
- le CNES pour ses premiers satellites scientifiques : Diadème, D2A Tournesol (1971), D2A Polaire (1971), D2B Aura (1975), D2B Cygne (1977), PEOLE (1970), EOLE (1971), D5A Castor (1973) et D5B Pollux (1975) ;
- l'ESRO, également pour ses premiers satellites scientifiques : COS-B (1975), EXOSAT (1983) ;
- le Consortium CIFAS, gestionnaire du programme Symphonie ;
- Matra Espace, maintenant EADS Astrium Satellites, et ses programmes SPOT, Télécom 1&2, Helios, METOP ;
- Ford Aerospace, partenaire américain, maintenant Space Systems/Loral, et ses Intelsat V ;
- MBB pour ERS (European Remote-Sensing Satellite), puis ENVISAT ;
- la série des Globalstar de première génération, pour Space Systems/Loral ;
- l'Union européenne et son programme de satellites de navigation Galileo et son second démonstrateur Giove-B, l'établissement y contribuant pour la conception et la construction de la structure, de la thermique, la fourniture du système électrique et des panneaux solaires et la spécification de l'avionique[42].

Par contre, sauf à de rares exceptions, bien qu'ayant de nombreuses compétences dans les domaines de l'électronique et des télécommunications, l'établissement ne réalise pas d'équipements spatiaux dans ces domaines. Pour tous les satellites dont il assurera la maîtrise d’œuvre, il y aura coopération obligatoire avec des équipementiers de ces disciplines. Cela contribuera aux fusions sans doublons, et donc sans problèmes sociaux, avec les spécialistes de ces disciplines : Alcatel Space, Alenia Aeronautica.

### Optique spatiale
L'optique est une technologie majeure dans le spatial, car à l'origine de grands programmes d'observation de la Terre ou astronomique. Elle devient la grande spécialité de l'établissement, à partir du gain du contrat pour les caméras des satellites militaires Hélios. Cela vaut la réalisation d'un site unique en Europe pour développer et tester les optiques les plus performantes :
- réflecteurs laser, dont l'établissement va devenir le Premier réalisateur européen, installés sur les véhicules lunaires soviétiques Lunokhod [43] et divers satellites de géodésie : Diadème, Starlette, Stella[44], Météosat P2 (expérience Lasso pour la synchronisation très précise d'horloges atomiques par laser) ;
- les caméras des satellites militaires d'observation Hélios 1, puis celles d'Helios 2, puis celle du programme CSO[45] ;
- les caméras des Pléiades[46], satellites d'observation de la Terre d'applications duales, civiles et militaires. Les instruments sont livrés à Astrium en 2008 et 2009[47] ;
- le spectromètre imageur MERIS, la caméra du satellite ENVISAT, lancé le 1er mars 2002 ;
- les caméras Végétation embarquées sur les satellites Spot-4 lancé le 23 mars 1998 (Ariane 40, Vol 107) et Spot-5, lancé le 3 mai 2002 (Ariane 42P, Vol 151) ;
- IASI, instrument infrarouge le plus précis dans l'espace en novembre 2007, permettant d'améliorer fortement les prévisions météorologiques et ouvrant des perspectives exceptionnelles en climatologie[48]. Il est opérationnel en orbite à bord de METOP ;
- ISOTEL, le télescope, et ISOCAM, la caméra du satellite ISO ;
- COROTEL, le télescope du satellite CoRoT ;
- le télescope du satellite d'observation militaire turc Göktürk[49],[50].

### Plates-formes en série

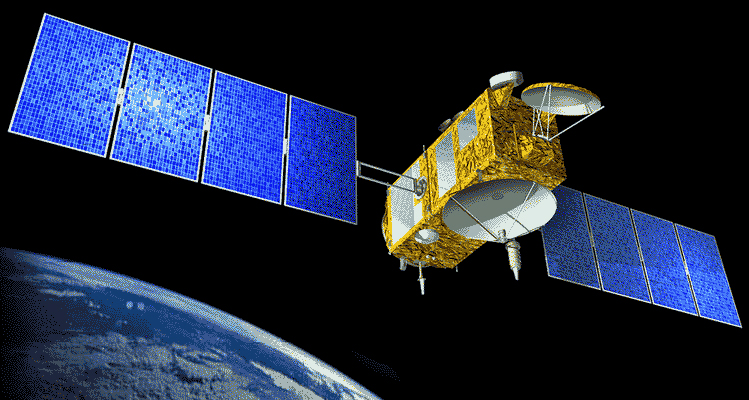
Un exemple de Proteus : Satellite Jason-1

L'établissement développe quatre types de plates-formes qui font l'objet de réalisations en séries :
- une plate-forme stabilisée en rotation (spinée) pour les Météosat de 1re génération, améliorée pour ceux de la seconde génération ;
- une plate-forme stabilisée trois-axes destinée essentiellement aux satellites de communications géostationnaires Spacebus ;
- une petite plate-forme stabilisée trois-axes pour les constellations de satellites de télécommunications en orbite basse, utilisée pour les Globalstar, Globalstar seconde génération, Iridium Next, O3b : EliteBus[51] ;
- la petite plate-forme multimission stabilisée trois-axes Proteus pour l'orbite basse, résultat d'un accord de coopération Aerospatiale/CNES[52] ;
- la filière Myriade, décidée par le CNES en 1998, dans la continuité du programme Proteus.

## Maîtrises d’œuvre de programmes spatiaux
La maîtrise d’œuvre d'un programme spatial implique, outre des activités de management, de gestion de contrats et sous-contrats, la nécessité d'une coopération multinationale et la pratique courante de la langue de Shakespeare. C'est à partir de 1973 que Cannes y est venue.

### Satellites météorologiques
C'est en 1973 que l'établissement gagne sa première maîtrise d’œuvre avec le programme de satellites météorologiques Météosat de l'ESA. Avec sept satellites de première génération puis quatre autres de seconde génération, c'est encore, en 2007 après plus de trente ans, le programme "phare" de Cannes!
Le 18 novembre 2010, l'établissement devient également maître d'œuvre de Météosat troisième génération, dont le contrat est signé le 24 février 2012.

### Satellites de télécommunications
Les satellites de télécommunications représentent, à partir des années 1990, la plus grande partie du chiffre d'affaires de l'établissement. Le plus gros du marché porte sur les satellites géostationnaires, en particulier après la création de la famille Spacebus. Plus tard l'établissement est impliqué dans les constellations de satellites en orbite basse pour la téléphonie, tout d'abord en tant que sous-traitant majeur sur le programme Globalstar de première génération, puis, à partir des années 2000, en remportant les appels d'offres internationaux pour les trois principales constellations mondiales.

#### Satellites géostationnaires

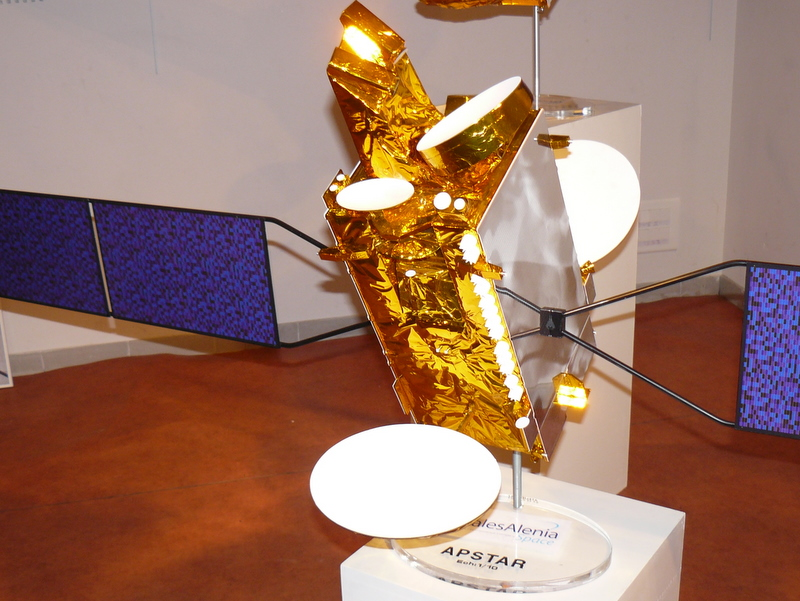
Satellite Apstar-6, un Spacebus 4000C2

Les premières maîtrises d’œuvre de satellite de télécommunications viennent en 1981 avec la signature du contrat international avec Arabsat, organisme de la Ligue arabe, celui des satellites de télévision directe du programme franco-allemand TDF 1 et 2, TV-SAT et suédois Tele-X. Elle oblige l'établissement à s'impliquer dans de nouvelles disciplines telles que le marketing international, les négociations avec les agences de lancement, implication dans les centres de contrôle de satellites avec la formation du personnel adéquat permettant de livrer des systèmes « clés en main ». Un tel centre de contrôle permettant la mise à poste des satellites des clients a été installé sur l'établissement. Elle voit le début d'une très longue série basée sur la plate-forme Spacebus générant plus de 50 % du chiffre d'affaires de l'établissement.
En 2008, les satellites Spacebus étendent leurs capacités aux télécommunications avec les mobiles, grâce à un nouveau contrat avec Inmarsat, signé conjointement avec la visite de Luc Chatel, Secrétaire d'État à l'Industrie, constatant la place de Thales Alenia Space en tant que leader européen et troisième mondial de l'industrie des satellites.

#### Constellations de satellites
- La seconde génération de la constellation de 48 satellites en orbite basse pour les liaisons avec les mobiles Globalstar seconde génération, un contrat signé en octobre 2006[57].
- La constellation de satellites O3b pour O3b Networks, Ltd., 16 satellites de télécommunications en orbite basse devant offrir des services de déport de réseau Internet par satellite à faible période de latence vers les pays émergents et en voie de développement dans le monde entier à des vitesses pouvant atteindre 10 Gbit/s et d’une capacité totale combinée de 160 Gbit/s, un contrat gagné en septembre 2008[58]. Outre la maîtrise d'œuvre exécutée à Cannes, l'établissement réalise aussi les plates-formes des 16 satellites de 700 kg chacun, la partie électronique et l'assemblage final des satellites incombant respectivement aux sites de Toulouse et Rome de Thales Alenia Space[59]. En novembre 2011, le client commande quatre satellites complémentaires[60].
- Iridium Next, la seconde génération Iridium : une commande de 81 satellites, le 2 juin 2010, pour un montant de 2,1 milliards de dollars, l'établissement assurant principalement la maîtrise d'œuvre et l'ingénierie, un travail sur 7 ans représentant plus d'un million d'heures de travail[41],[61] ; un contrat signé le 25 octobre 2010[62].

### Satellites scientifiques

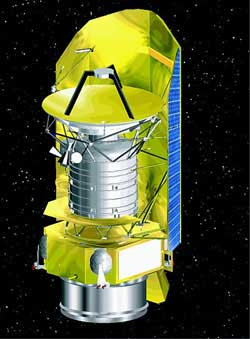
Le satellite Herschel

C'est l'ESA qui, en septembre 1984, attribue à Cannes, avec le télescope spatial ISO, sa première grande maîtrise d’œuvre dans le domaine des satellites scientifiques.
ISO sera suivi par le télescope Herschel et par le satellite Planck, lancés le 14 mai 2009,. C'est l'une des grandes aventures de l'astronomie du XXIe siècle qui se précise et dans laquelle le Cannois Thales Alenia Space se trouve au premier rang. Un lancement qui représente le plus important contrat jamais confié à l’industrie dans le domaine des sciences spatiales et qui ouvre une nouvelle aventure : l'observation des rayonnements les plus froids de l'univers. Une nouvelle étape qui permettrait d'accéder au rayonnement fossile de la toute première lumière de l’univers, émise 380 000 ans après le Big Bang, il y a plus de 13 milliards d’années. Ces deux observatoires, les plus complexes jamais réalisés en Europe, seront placés en orbite autour d’un point stable situé à 1,5 million de kilomètres de la Terre, dit point de Lagrange. C'est ce qui leur assurera des conditions thermiques optimales pour observer les rayonnements les plus froids de l’univers.
Dans le cadre de la série des satellites Proteus, certains satellites tels que CoRoT, sont destinés à l'astronomie.

### Sondes spatiales

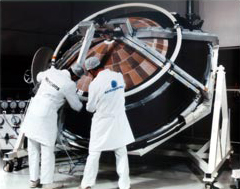
La sonde Huygens avant son lancement

C'est l'établissement qui réalise la sonde spatiale Huygens, qui s'est posée sur Titan, satellite de Saturne, le 14 janvier 2005, de la mission Cassini-Huygens. Cet événement a été illustré par une fresque sur la façade principale du bâtiment de bord de mer, pendant quelques années. Cinq années plus tard, en janvier 2010, l'établissement, célèbre la moisson mirifique de données recueillies.

### Satellites de télédétection
Plusieurs satellites de télédétection sont réalisés :
- basés sur la plate-forme Proteus :
  - Jason-1 (télédétection pour la mesure de la hauteur des océans, lancé le 7 décembre 2001),
  - puis Jason-2[66],
  - puis Jason-3, un modèle récurrent de Jason-2, commandé le 24 février 2010[67],
  - CALIPSO (satellite de météorologie lancé le 28 avril 2006),
  - SMOS (mission d'étude de l'humidité des sols) ;
- basés sur une plateforme plus performante :
  - Sentinel-3, un contrat signé par Thales Alenia Space avec l'Agence spatiale européenne, le 14 avril 2008, pour un satellite qui sera réalisé à Cannes[68], pour une mission d'océanographie ainsi que de surveillance de la végétation sur les terres émergées, un lancement prévu en 2012. L'ESA et Thales Alenia Space mettent en place, c'est une première, un site web permettant de suivre en temps réel la réalisation du satellite avec des commentaires des principaux intervenants[69]. Ces satellites de haute technologie aideront à la gestion des questions environnementales les plus vitales au cours des prochaines années par leur capacité à fournir régulièrement des informations fiables et de grande précision, à une échelle globale. Le constructeur cannois de l'espace a décidé de communiquer et de participer à la conférence de Copenhague de 2009 sur les changements climatiques[70],[71],
  - le satellite d'observation militaire turc Göktürk[49], critiqué par Israël[72].

## Moyens industriels
La réalisation de satellites artificiels nécessite des moyens industriels très spécifiques et souvent impressionnants : salles blanches, de très grandes dimensions, pour assurer le montage dans des conditions de propreté rigoureuses, moyens d'essais mécaniques simulant les conditions de vol du lanceur, moyens d'essais radioélectriques permettant de vérifier les performances en télécommunications de satellites de plus en plus complexes.

### Moyens d'essais - AIT
Un satellite comporte une activité technique essentielle : assemblage, intégration et tests (AIT). Cela implique la mise en place de moyens d'essais spécifiques très complexes et coûteux :
- essais de vibration sur un pot vibrant ;
- résistance au bruit subi pendant le lancement, avec essai dans une chambre acoustique réverbérante ;
- essais vide-thermique permettant de simuler le fonctionnement du satellite dans les conditions spatiales, dont une grande chambre de 550 m3 installée en 1994[73] ;
- mesures des performances radio-électriques dans une chambre anéchoïde ;
- essais mécaniques spéciaux comme la mise en apesanteur des générateurs solaires et des réflecteurs d'antennes ;
- des équipements mécaniques, électriques et électroniques spécifiques aux vérification de fonctionnement (MGSE, EGSE) et le développement des logiciels associés.

L'établissement s'est équipé progressivement de tels moyens lui permettant de devenir, dans les années 1990, le premier constructeur de satellites européen. 
Pour faire face à la taille croissante des satellites, l'établissement doit s'équiper de moyens de plus en plus importants. Le 5 décembre 2005, est inaugurée par Christian Estrosi, ministre délégué à l'aménagement du territoire, la plus grande chambre acoustique d'Europe. Ces moyens sont utilisés pleinement, bien évidemment, pour les satellites réalisés en maîtrise d'œuvre à Cannes, ou pour les sous-systèmes livrés à d'autres maîtres d'œuvre. Mais ils sont également utilisés par d'autres constructeurs ne disposant pas de tels moyens aussi sophistiqués comme l'antenne du véhicule spatial Cassini, réalisée en Italie, testée dans la grande chambre anéchoïde de Cannes ou le satellite militaire italien de télécommunications Sicral. Tous les satellites complètement intégrés à Cannes partent vers un port spatial depuis l'aéroport de Nice-Côte d'Azur, par un avion cargo de très grande dimension, un Antonov An-124, affrété à cet effet.

### Centre de contrôle de satellites
À partir des années 1990, l'établissement ajoute une activité à ses obligations de maître d'œuvre : la formation des opérateurs futurs avant livraison de leur satellite en orbite. Dans les années 2000, une activité annexe s'y ajoute : le service après-vente des satellites en orbite. Un centre de contrôle des satellites en orbite se monte progressivement permettant aux ingénieurs cannois de venir en aide aux clients, en temps réel, lorsqu'un problème est rencontré à bord. Quelques années plus tard, ce centre de contrôle étend ses compétences aux opérations de mise à poste des satellites, dès leur séparation du lanceur. Un logiciel spécialisé "Insat3D" développé par Telespazio, le partenaire de Thales Alenia Space, permet de faire ces opérations avec une visualisation en 3D des manœuvres.

### Un bâtiment spécifique:Odyssée
En 2008, lors de son appartenance à Thales Alenia Space, l'entreprise étend ses installations sur un nouveau terrain de 3,5 hectares mis à sa disposition par la Ville de Cannes, par bail emphytéotique de 24 ans, avec la construction de trois bâtiments pour 25 000 m2 de plancher au total, accueillant des bureaux, les services de logistique et de nouvelles salles blanches pour le montage de satellites : le projet Odyssée. Ce projet Odyssée, grâce à un investissement de 41 millions d’euros, va reconfigurer la moitié de l’établissement, permettant à l'établissement de devenir l’un des plus modernes d’Europe, de quoi permettre au numéro un européen des systèmes satellitaires de répondre à une activité soutenue. Ce bâtiment traité en Open space, fait l'objet d'un soin attentif pour améliorer la qualité de vie des employés au travail permettant d’accueillir 800 postes de travail et d’offrir 700 places en salles de réunion, dont la conception a été pensée de manière à faciliter le travail en équipes autour des programmes développés. En 2010, en plein effet de la Crise, le ministre de l'Industrie, Christian Estrosi, apporte au projet une aide significative de 30 millions d'euros. Le 20 août de la même année, le bâtiment est présenté aux autorités cannoises,.
Maquette virtuelle numérique
Sa maquette numérique a été réalisée au CSTB de Sophia Antipolis, dans le simulateur EVE (Environnement Virtuel Enrichi). Elle sert à des études d’impact de l’environnement sur le choix des matériaux. En particulier, situé à proximité de l’aéroport de Cannes - Mandelieu, des simulations des bruits provoqués lors des décollages des avions, permettent un choix judicieux des matériaux d’isolation phonique pour le bâtiment. Y sont menées aussi les études thermiques, de circulation des personnes (accessibilité, propagation d’incendies, évacuation des personnes, plan de signalisation, etc.), et, implantée dans une zone pouvant être inondée, la simulation de la montée des eaux.

### Bâtiment «Séléné» consacré aux optiques export

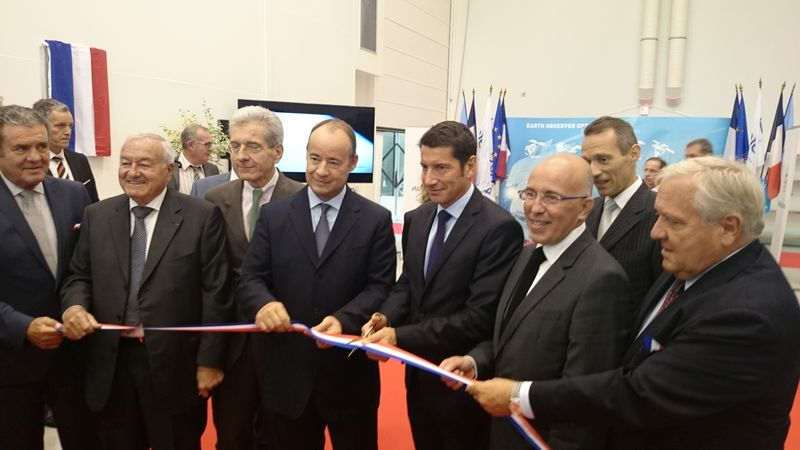
Inauguration du bâtiment Séléné, avec de gauche à droite : Henry Leroy, maire de Mandelieu ; Bernard Brochand, président Communauté d'agglomération des Pays de Lérins ; Adolphe Colrat, préfet des Alpes-Maritimes; Jean-Loïc Galle, PDG Thales Alenia Space ; David Lisnard, maire de Cannes ; Éric Ciotti, président du conseil départemental des Alpes-Maritimes ; Alain Gournac, sénateur des Yvelines, membre du Groupe sur l'Espace (GPE)

Le 2 octobre 2015, Thales Alenia Space inaugure un nouveau bâtiment, - Séléné -, consacré à la production à l’intégration et aux tests d’instruments d’observation optiques destinés à l'exportation. Il est le dernier jalon du programme Odyssée, démarré en 2008, consacré à l’extension du site industriel de Cannes sur des terrains contigus mis à disposition par la Ville de Cannes (signature avec Thales Alenia Space d’un bail emphytéotique administratif).
L’exportation des satellites, en particulier d’observation optique, est un axe stratégique de développement de Thales Alenia Space. Ce marché en pleine évolution est porté par un nombre croissant de pays souhaitant acquérir en propre ce type de systèmes capables de leur fournir de manière souveraine des images de très haute précision.
Cet investissement, d’un montant de 8 M€, combiné au lancement d’un nouveau produit « Earth Observer Optical », va permettre à Thales Alenia Space, leader dans le domaine de l’optique de la très haute résolution, de renforcer sa capacité à l’exportation grâce à des moyens industriels accrus, unique en Europe,.

## Effets de la crise
L'établissement subit aussi l'effet de la crise économique apparue en 2008.

### 2009
Au début de 2009, malgré la crise, l'entreprise poursuit sa croissance,, ;

### 2010
2010 est une année faste avec un carnet de commande historique grâce aux nouveaux contrats Météosat troisième génération et à la constellation Iridium Next et de figurer parmi les quinze entreprises les plus actives du département. Cela permet au site de poursuivre son extension tant sur le plan des bâtiments que celui des effectifs,,. Mais cela n’empêche pas les conflits sociaux allant jusqu'à bloquer l'arrivée des camions d'azote liquide servant aux essais des satellites dans les caissons de simulation des conditions spatiales ;

### 2011
2011 présente un bilan correct avec un chiffre d'affaires stable et des embauches en hausse. Lors de la présentation des vœux à la Presse au début de 2012, le directeur, Pierre Bénard, cite une prise de commande de satellites bien inférieure à l'année précédente et ses commandes records de constellations de satellites de télécommunications, mais avec un chiffre d'affaires stable, de l'ordre de 2 milliards d'euros pour la société mère Thales Alenia Space. La concurrence américaine se fait fortement sentir à cause d'un cours du dollar très faible faisant perdre 10 % de compétitivité à une entreprise française. L'embauche d'une centaine de personnes au début de 2011, porte l'effectif à 2 014 employés, pour faire face à ces nouvelles productions de masse. La fin de l'année et les perspectives incertaines dans le contexte de l'élection présidentielle française de 2012, ne permettent pas de poursuivre ce rythme ;

### 2014
En janvier 2014, dans le cadre du vaste plan de compétitivité annoncé en décembre, Thales Alenia Space annonce une réduction de 7 % de ses effectifs dans l'hexagone, soit environ 300 suppressions de poste,. Pour l'établissement de Cannes, une réduction d'effectif de 146 postes est évoquée dès le début d'année,.

### 2015
Le 11 janvier 2016, Jean-Loïc Galle fait le bilan de l'année écoulée lors d'un interview de La Tribune : « Thales Alenia Space a fait une année 2015 extraordinaire »,.

### 2019
Le 13 avril, la Presse se fait écho des difficultés des établissements de Toulouse et Cannes évoque la chute du nombre de commandes au niveau mondial sur le marché des satellites de télécommunication géostationnaires « D’abord, les opérateurs se sont cherchés pendant deux ans, attendant de voir comment allaient évoluer les besoins des utilisateurs, pour commander des satellites. Ils ont donc ralenti leurs commandes. D’autre part, le marché du renouvellement est en retard car les satellites en opération ont une durée de vie plus longue que prévu. Enfin, aujourd’hui, un seul satellite plus puissant suffit pour en remplacer deux voire trois. »,,.
Le 8 septembre, Jean-Loïc Galle s'en explique dans Les Échos, tablant sur un recul de 10 % de son chiffre d'affaires les deux prochaines années : « la chute du marché des satellites de télécommunications est enrayée mais la reprise est hésitante ; les bouleversements technologiques retardent les décisions d'investissement, les opérateurs s'interrogeant sur les meilleures solutions à venir dans un monde où la diffusion télévisée traditionnelle n'est plus en croissance ».

### 2020
En 2020 l'établissement subit aussi les effets de la pandémie due au virus Covid-19 :
- Nice-Matin publie un article, le 5 avril, faisant le point de la situation, l'établissement se réorganisant tout en assurant la continuité des opérations pour ses clients dans les domaines civil et militaire[108] ;
- le siège de Thales publie un communiqué de presse le 7 avril, renforçant sa résilience pour atténuer l’impact de la crise du Covid-19[109] ;
- Nice-Matin publie le 27 mai un article traitant de la reprise du travail[110].

### 2021

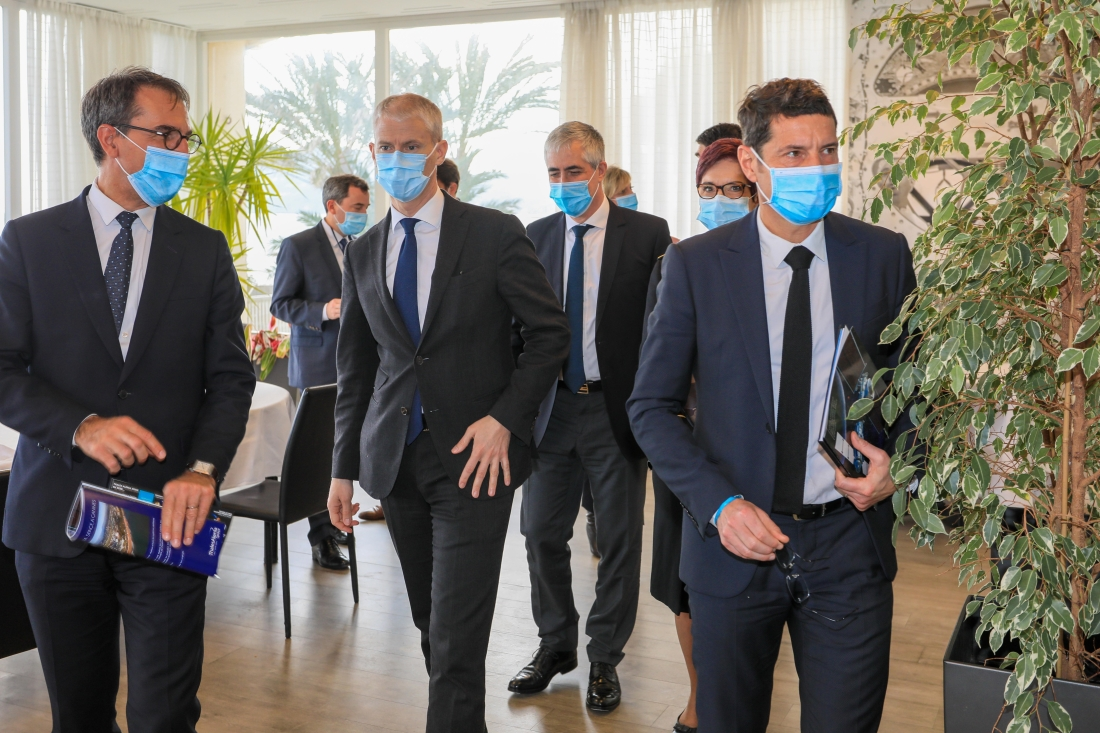
De gauche à droite : Hervé Derrey, PDG Thales Alenia Space ; Franck Riester ; Eric Imbert, Vice-Président de Thales Alenia Space en charge de l’international ; Anne Frackowiak-Jacobs, sous-préfète de Grasse ; David Lisnard, maire de Cannes

En janvier 2021, Franck Riester, ministre chargé du Commerce extérieur visite le Centre, accompagné de David Lisnard, maire de Cannes.

## Impact économique dans la région
Le chiffre d'affaires de Thales Alenia Space est essentiellement traduit en salaires pour le personnel et ceux des entreprises sous-traitantes. Une règle de trois entre les effectifs de l'établissement et ceux de la maison-mère, soit 26 %, donne environ 500 millions d'euros par an. Pratiquement tous les satellites produits sont exportés et passent en douane à l'aéroport de Nice, ce qui fait de l'établissement l'un des premiers exportateurs de la Côte d'Azur, à l'égal des parfums de Grasse. Avec plus de 2 000 employés, l'établissement génère une économie importante dans la région, en impôts et taxe professionnelle, mais surtout par les dépenses de nombreuses familles, dont le logement. Ce dernier étant d'un coût élevé sur les communes littorales, le personnel s'est, dès les années 1970, installé dans l'arrière-pays, s'impliquant souvent dans la vie sociale, associative, voire politique de nombreuses communes des départements des Alpes-Maritimes et du Var. Impact également sur le plan de la restauration du personnel, avec deux restaurants d'entreprise servant près de 1 600 repas par jour, probablement le plus grand du département!

## Relations avec la ville de Cannes
De tous temps, l'établissement a eu des relations étroites avec la ville de Cannes, et surtout depuis qu'il a pris un essor formidable dans l'industrie spatiale, devenant le premier constructeur de satellites européen et le premier site industriel de la ville et du département des Alpes-Maritimes. Les maires qui se sont succédé aux commandes de la ville, se sont impliqués aux plus hauts niveaux de l'État, plaidant des dossiers pour la sauvegarde de ce site et le maintien de ses activités souvent convoitées par d'autres régions, dont celle de Toulouse. La municipalité aide également l'entreprise par la mise à disposition de terrains pour l'extension du site , dont la Première pierre est posée 12 octobre 2009, ou des travaux d'envergure nécessaires pour certaines de ses activités, tels que l'augmentation de la hauteur d'un ouvrage d'art sous une voie ferroviaire nécessaire pour laisser passer les camions, une dizaine de convois exceptionnels chaque année, transportant les satellites vers l'aéroport de Nice pour leur départ vers les bases de lancement, inauguré le 5 septembre 2011 par Bernard Brochand, maire de Cannes.

## Comité d'établissement
Grâce à un financement important venant d'une part des salaires des très nombreux employés, le Comité d'établissement développe de nombreuses activités culturelles et sportives. Célèbre dans la région, du fait de l'activité sur la plage située devant l'établissement, son club de voile, l'Association Voile Espace est très fréquentée pendant toute la belle saison cannoise. Il participe depuis longtemps aux régates en équipage organisées au niveau européen pour les entreprises participant au programme Ariane : l'Ariane's Cup. Le CE joue également un rôle de pionnier dans la région[réf. nécessaire] pour les crèches en entreprise, en ayant démarré les travaux pour une ouverture au début de 2009.

## Cannes aéro spatial patrimoine
Pour les articles homonymes, voir CASP.
En 2007, une association Loi 1901, Cannes aéro spatial patrimoine (CASP), voit le jour, à l'initiative de Philippe Jung, pour mettre en valeur le patrimoine de cet établissement industriel au long passé dans l'aéronautique, puis l'astronautique. En 2010, un protocole d'accord entre l'établissement et l'association est signé par Pierre Bénard, directeur de l'établissement, et Philippe Samson, président de l'association. En 2011, est mis en place un site web en mode wiki, utilisant le même logiciel MediaWiki employé pour le présent Wikipédia : CASPWiki. À partir de juillet 2011, le président est Guy Lebègue,.

Parmi ses nombreuses activités figurent :
- des visites quasi hebdomadaires du site au titre du tourisme industriel ;
- à partir de 2012, une publication dans CASPWiki des nouvelles de l'établissement[125].

## Médiatisation
À partir des années 1975 et la montée en puissance de la très médiatique industrie spatiale, l'établissement s'ouvre sur l'extérieur. Des opérations de relations publiques commencent à être entreprises sur une grande échelle, participant à l'assistance aux équipes de marketing : presse écrite et télévisuelle, accueil de visiteurs et clients de plus en plus nombreux, expositions, et salons dans le monde entier, mais également localement faisant connaître les activités de l'établissement dans la région, largement relatées dans les colonnes des journaux locaux, dont principalement Nice-Matin.

### Eco'Parc de Mougins
D'octobre 2011 à mars 2012, l'entreprise est partenaire de l'Eco'Parc de Mougins qui organise une manifestation entièrement consacrée à l’Espace : "À la Découverte de l’Espace", en partenariat avec la Cité de l'espace, le Centre national d'études spatiales (CNES).

### Aerospatiale 06
Le 1er octobre 1982, Lucien Trousse, directeur de l'établissement, crée le journal d'entreprise aerospatiale 06. Le rédacteur en chef est Pierre Marchal, responsable des relations extérieures. Il sera publié régulièrement tous les mois pendant 16 ans jusqu'en 1998 et la reprise de l'établissement par Alcatel Space. Outre une diffusion à tout le personnel, il est distribué également à toutes les personnalités régionales, participant ainsi à une meilleure connaissance des activités de l'établissement. Le 1er avril 1986, Guy Lebègue succède à Pierre Marchal et prend la responsabilité des relations extérieures et de la rédaction du journal.

### Journées portes ouvertes
C'est aussi à partir de cette époque que l'établissement peut commencer à montrer à l'extérieur ses activités, tout d'abord vers son personnel, mais également aux responsables industriels et politiques locaux, par le biais de Journées portes ouvertes (JPO), difficiles à organiser compte tenu de la complexité des installations et des salles blanches difficilement « visitables ». Deux furent organisées, dont la presse se fit largement écho : mai 1983 & 30 septembre 2006.

### Vitrine des hautes technologies
À partir des années 1980, l'établissement devient une vitrine des réalisations hautement technologiques d'aerospatiale. Vont y défiler, souvent en parallèle avec des visites des chaînes Airbus, des personnalités de tous pays, guidées par les PDG des entreprises successives. Visites relatées par le livre d'or de l'établissement, la Revue aerospatiale, comme il se doit, et la presse locale (dont principalement Nice-Matin), nationale ou internationale. Pour ne citer que celles de chefs d’État et de Gouvernements : Henri Martre, PDG d'aerospatiale, fait l'honneur de l'établissement au roi et à la reine d'Espagne, en présence d'Hubert Curien, ministre de la recherche, le 10 juillet 1985 et à Franz Josef Strauß, le ministre président de Bavière, en juillet 1987 ; Serge Tchuruk, PDG d'Alcatel, et Pascale Sourisse, PDG d'Alcatel Alenia Space, reçoivent Jacques Chirac, président de la République, le 9 mars 2006.

### Auditorium du Space Camp
En 1993, lors de la reprise des bâtiments de l'ancien Space Camp de Patrick Baudry, l'établissement se voit doté d'un auditorium de 200 places, d’architecture futuriste, qui va servir à de nombreuses manifestations : pour le fonctionnement interne de l'entreprise, dont des colloques au profit des clients, des événements culturels organisés par le comité d'entreprise, des séances de projection en direct des lancements des satellites construits sur le site ; pour abriter des événements culturels extérieurs, comme les conférences mensuelles du groupe régional de l'AAAF, des concerts de l'orchestre régional de Cannes-Provence-Alpes-Côte d’Azur, des assemblées générales de l'Association Andantino, etc. En 2011, l'établissement arrête la location des bâtiments, les bureaux d'ingénierie satellites étant transférés dans le nouveau bâtiment Odyssée. C'est la fin de l'utilisation de l'auditorium emblématique ayant connu de nombreuses manifestations accessibles au grand public pendant ces 18 années.

### Vidéo clips
À partir des années 1986, le besoin de moyens de communication modernes se précise. Des vidéo clips sont produits mettant en avant divers produits. Visite Cannes, une vidéo de 15 minutes est produite en 1988, sous drapeau Aerospatiale, montrant l'établissement, son historique, ses activités actuelles, son implication dans la région. Il sert de clip d'accueil pour les visiteurs, mais est utilisé également sur de nombreuses expositions ou salons, dont celui du Salon international de l'aéronautique et de l'espace de Paris-Le Bourget, sur lequel il est vu de tous publics régulièrement tous les deux ans. Il sera réactualisé lors des restructurations de l'entreprise, en 1998, arborant le drapeau Alcatel Space, puis en 2005, arborant le drapeau Alcatel Alenia Space, puis en 2008, arborant le drapeau Thales Alenia Space, et est toujours prisé des nombreux visiteurs, grand public, en particulier.

### Participation à des associations
- Participation, avec d'autres entreprises du département œuvrant dans le domaine des télécommunications, à la création en 1991 de la Telecom Valley.
- Création le 10 juillet 1991 et hébergement sur le site du Groupe régional de l'Association aéronautique et astronautique de France (AAAF), dont les conférences mensuelles sont données dans l'auditorium du Space Camp.
- L'établissement est le bénéficiaire de la Convention[131], signée par ses diverses maisons mères avec l'Association PARSEC pour la promotion des activités scientifiques dans le département des Alpes-Maritimes, permettant d'organiser des visites de l'établissement[132] par le biais de sa sous-structure Classes Azur Astro-Espace. Cette convention est prorogée, après reprise par Thales Alenia Space, le 21 novembre 2009 par Pierre Bénard, directeur de l'établissement[133].
- Création, en 2000, d'Andantino, Club d'entreprises mécènes de l'Orchestre régional de Cannes-Provence-Alpes-Côte d’Azur.
- Participation aux initiatives des Pôles de compétitivité créés autour de la technopole de Sophia Antipolis[134]:

1. Gestion des risques et vulnérabilité des territoires[135], Président Joël Chenet, directeur de la stratégie et marketing, Thales Alenia Space ;
2. Solutions communicantes sécurisées[136] (SCS), Président Jean-Pierre Henry[137], directeur de l'établissement. Ce pôle regroupe plus de 150 acteurs industriels dans les domaines de la microélectronique, des télécommunications, des logiciels, du multimédia, représentant en 2006 plus de 40 000 emplois avec comme objectif de passer à 65 000 emplois dans les 10 ans. Y sont associées 14 écoles, formant 1 500 ingénieurs et doctorants par an, des investissements privés et publics de 200 millions d'euros (chiffre 2005)[138] ;
3. Pégase, recherche en aéronautique/espace, en liaison avec le pôle Aerospace Valley, porté par Thales Alenia Space.

### Convention de partenariat avec l’académie de Nice
Une convention de partenariat est en place avec l’académie de Nice portant sur le projet « Air et Espace » avec le collège 
des Campelières ainsi que les actions visant à renforcer la connaissance des métiers et des formations dans les domaines scientifiques et technologiques. Elle est renouvelée pour une durée de trois ans, le 20 mai 2011, entre Pierre Bénard et Claire Lovisi, Recteur d'académie et Philippe Jourdan, Inspecteur d'Académie.

### Développement durable
En plus de réaliser dans l'établissement de nombreux satellites destinés, au niveau mondial, à l'écologie et au développement durable, tels les METEOSAT, Metop, ENVISAT, Jason, CALIPSO, l'établissement s'implique dans ces disciplines au niveau régional avec des initiatives comme le développement des projets de pistes cyclables pour les employés, la mise en place du covoiturage, un dialogue parfois musclé avec la Ville de Cannes et son service de transport en commun.

### Filmographie
- 1988, (fr + en) , Visite Cannes, vidéo 15 minutes, scénario et mise en scène : François Canéparo, Guy Lebègue (Aerospatiale), Sandrine Bielecki (Alcatel Alenia Space) ; montage, sonorisation, doublage son bilingue français-anglais : Jean-Noël Angot (World Magazine), réactualisé en 2008 avec les informations concernant le nouveau nom de société : Thales Alenia Space.
- Planète Côte d'Azur, film documentaire 52 minutes, réalisation Arnaud Gobin, 2011, diffusé sur France 3 le 16 novembre 2011.

#### Le passé industriel
- Société nationale des constructions aéronautiques du sud-est
- Sud-Aviation
- Société nationale industrielle aérospatiale
- Alcatel Space
- Alcatel Alenia Space

#### Le présent industriel
- Industrie spatiale européenne
- Thales Alenia Space
- Tourisme industriel

#### Les grands programmes
- METEOSAT
- Spacebus
- Huygens (sonde spatiale)
- Proteus
- Télescope spatial Herschel
- satellite Planck